# Ministère des Infrastructures (Ukraine)
Pour les articles homonymes, voir Ministère des Infrastructures.
Le  ministère des Infrastructures  (ukrainien : Міністерство інфраструктури) est le ministère du gouvernement ukrainien responsable des routes, voies ferrées et du transport aérien..
Il s'intitulait, jusqu'au 12 mai 2011, ministère du Transport et des Communications (ukrainien : Міністерство транспорту та зв'язку України)).

## Bâtiment
Il se situe au 14 avenue Peremohy dans un gratte ciel de 106 mètres.

## Structure
Le ministère dirige des agences qui appliquent ses directives :
- Service de l'aviation,
- Services des routes,
- Agence nationale des routes automobiles d'Ukraine,
- Service de la sécurité des transports,
- Service des transports spéciaux.
- Autorité portuaire d'Ukraine.

## Ministres
| Nom | Nom                 | Début            | Fin              | Parti | Gouvernement        |
| --- | ------------------- | ---------------- | ---------------- | ----- | ------------------- |
|     | Borys Kolesnikov    | 9 décembre 2010  | 24 décembre 2012 | PR    | Azarov I            |
|     | Volodymyr Kozak     | 24 décembre 2012 | 27 février 2014  | PR    | Azarov II           |
|     | Maksym Bourbak      | 27 février 2014  | 2 décembre 2014  | VOB   | Iatseniouk I        |
|     | Andriy Pyvovarsky   | 2 décembre 2014  | 14 avril 2016    | BPP   | Iatseniouk II       |
|     | Volodymyr Omelyan   | 14 avril 2016    | 29 août 2019     | Sans  | Hroïsman            |
|     | Vladyslav Krykliy   | 29 août 2019     | 18 mai 2021      | SN    | Hontcharouk Chmyhal |
|     | Oleksandr Koubrakov | 20 mai 2021      | 9 mai 2024       | Sans  | Chmyhal             |
|     | Vasyl Shkurakov     | 9 mai 2024       | 4 septembre 2024 | Sans  | Chmyhal             |
|     | Oleksiy Kouleba     | 5 septembre 2024 | en cours         | SN    | Chmyhal             |